# Oswaldo Vargas Cuéllar
Oswaldo Hernán Vargas Cuellar (Lurigancho-Chosica, 14 de septiembre de 1967) es un ingeniero químico y político peruano. Es el actual alcalde del distrito de Lurigancho-Chosica, desde el 1 de enero del 2023.

## Biografía
Nació en el Distrito de Lurigancho-Chosica, ubicado en la ciudad de Lima, el 14 de septiembre de 1967.
Es egresado de la Universidad Nacional de Ingeniería donde estudió la carrera de Ingeniería química y logró graduarse como ingeniero en 2004. También cuenta con un bachiller y un postgrado en la Escuela de Gerencia Continental.
Laboró como director del Programa Huascarán en el Ministerio de Educación durante el gobierno del expresidente Alejandro Toledo (2005-2006) y como asesor del Gobierno Regional de Lima desde el 2008 hasta el 2009. También fue asesor en el Congreso de la República en 2012 y jefe del equipo de administración en el Servicio de Agua Potable y Alcantarillado de Lima (SEDAPAL) de 2019 a 2020.

## Carrera política
Se inició en la política como miembro del partido Perú Posible y fue candidato a la alcaldía del Distrito de Lurigancho-Chosica en las elecciones municipales del 2010, sin embargo, no resultó elegido. De igual manera en las elecciones municipales del 2014 y en las elecciones del 2018 por el partido Podemos Perú.

### Alcalde de Lurigancho-Chosica
En las elecciones municipales del 2022, se inscribió en Juntos por el Perú y postuló nuevamente como burgomaestre y resultó elegido como alcalde del distrito de Lurigancho-Chosica para el periodo 2023-2026.
En su gestión municipal, ejerce también la presidencia de la Federación de Municipios Libres del Perú (FEMULP) desde julio del 2023.